# ایوایلازدا
ایوایلازدا (به لاتین: Ivaylazda) یک منطقهٔ مسکونی در روسیه است که در داغستان واقع شده‌است.